# Eremon fuscoplagiatum
Eremon fuscoplagiatum là một loài bọ cánh cứng trong họ Cerambycidae.